# Dendrobium tropaeoliflorum
Dendrobium tropaeoliflorum är en orkidéart som beskrevs av Joseph Dalton Hooker. Dendrobium tropaeoliflorum ingår i släktet Dendrobium, och familjen orkidéer. Inga underarter finns listade i Catalogue of Life.